# João Carlos Hatoa Nunes
João Carlos Hatoa Nunes (Beira, 8 de março de 1968) é um clérigo moçambicano da Igreja Católica, atual arcebispo de Maputo.

## Biografia
Após a conclusão dos estudos primários entre 1975 e 1978 e secundários entre 1979 e 1985, em 1986 ingressou no Seminário Maior Cristo Rei de Maputo e em 1988 no Seminário Filosófico Santo Agostinho da Matola, para iniciar os estudos filosóficos concluídos em 1990. Em seguida, continuou seus cursos no Seminário Teológico Nacional São Pio X de Maputo, onde completou sua formação para o sacerdócio em 1994, obtendo o título de bacharel em teologia.
Foi ordenado padre em 17 de julho de 1995, na Arquidiocese de Maputo. Entre 1995 e 2002, foi vigário paroquial da paróquia de Nossa Senhora das Graças, chanceler e ecônomo da arquidiocese. Entre 2003 e 2006, foi diretor da Rádio Maria Moçambique; entre 2005 e 2007, vigário paroquial da Catedral de Maputo; depois, entre 2007 e 2008, foi pároco da Paróquia São Francisco de Assis. Realizou sua licenciatura em Planejamento, Administração e Gestão da Educação na Universidade Pedagógica de Moçambique entre 2007 e 2009. Entre 2009 e 2011, foi vigário episcopal da região sul, chanceler da cúria e pároco da paróquia São Francisco de Assis.
O Papa Bento XVI nomeou-o em 25 de maio de 2011 bispo auxiliar de Maputo, concedendo o título de bispo titular de Amudarsa. O arcebispo de Maputo, Francisco Chimoio, O.F.M.Cap., o consagrou em 10 de julho do mesmo ano, coadjuvado por Adriano Langa, O.F.M., bispo de Inhambane e Lúcio Andrice Muandula, bispo de Xai-Xai.
De 14 de janeiro a 29 de junho de 2012, foi administrador apostólico da Beira durante a vacância da Sé.
O Papa Francisco o nomeou bispo de Chimoio em 2 de janeiro de 2017.
Em 15 de novembro de 2022, o Papa Francisco o promoveu a arcebispo coadjutor da Arquidiocese de Maputo. Em 5 de maio de 2023, com a renúncia de seu antecessor, sucede como arcebispo de Maputo.